# Horezu
Horezu város Vâlcea megyében, Olténiában, Romániában.

## Fekvése
Râmnicu Vâlceától 45 km-re és Târgu Jiutól 70 km-re található.

## Történelem
Első írásos említése  IV. Szerzetes Vlad Havasalföldi uralkodó idejéből, 1487-ből való, Hurez néven.
1780-tól Târgul Horezu néven említik.
Az első iskolát a településen 1832-ben alapították.
A városhoz tartozó faluban, Romani de Josban található a horezui kolostor, melyet Constantin Brâncoveanu épített 1690 és 1693 között.

## Népesség
A város népességének alakulása:
- 1977 - 5536 lakos
- 1992 - 7282 lakos
- 2002 - 6807 lakos

## Látnivalók
- A település híres a sajátos stílusban készített kerámiaedényeiről.

## Gazdaság

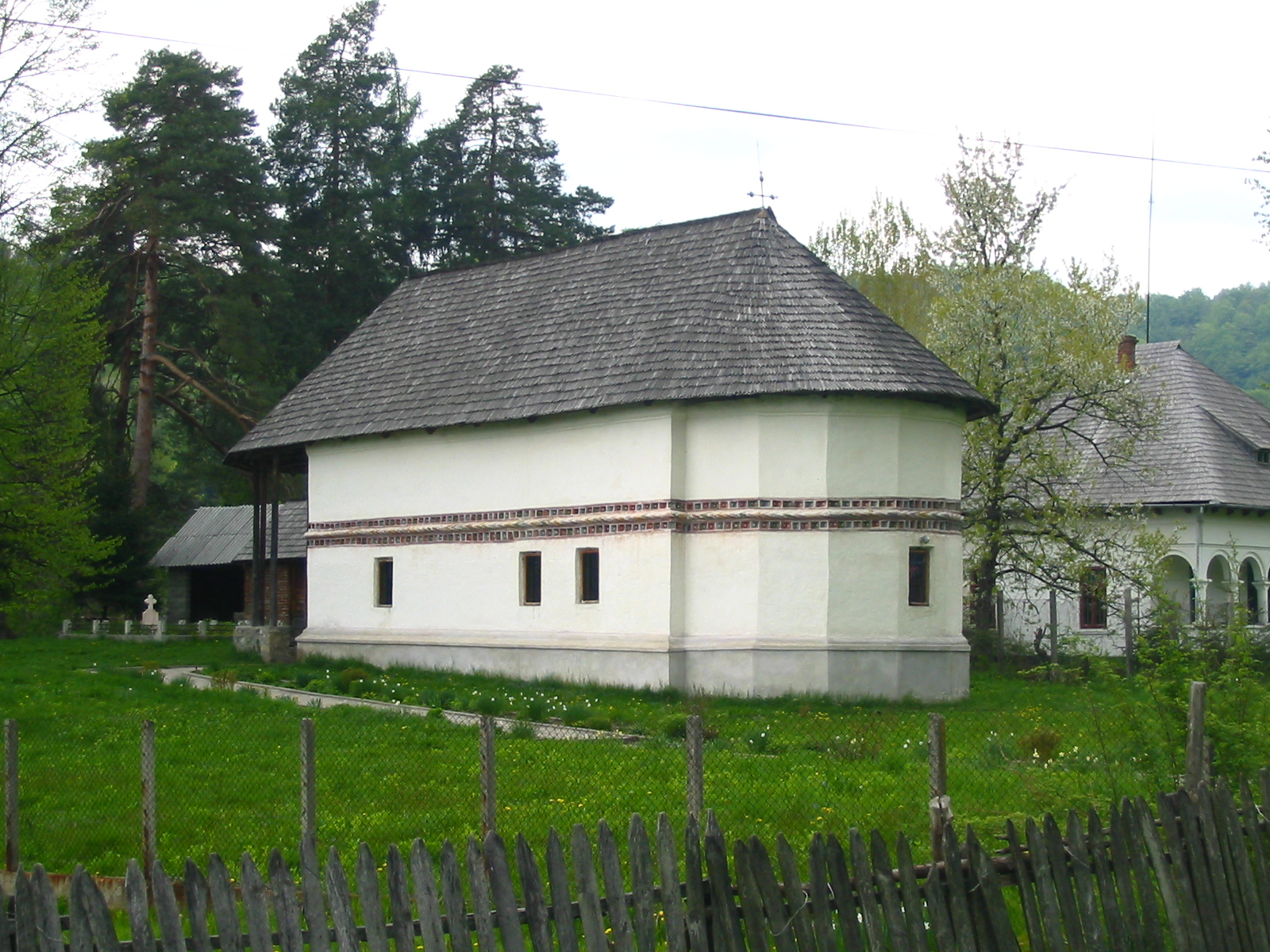
A település régi temploma